# Kabul Bank
La Kabul Bank est une banque d'Afghanistan, dont le siège social est situé à Kaboul. Elle a été fondée en 2004. 
Au début des années 2010, la Kabul Bank a été impliquée dans un important détournement de fonds.